# Diogenes capricorneus
Diogenes capricorneus is een tienpotigensoort uit de familie van de Diogenidae. De wetenschappelijke naam van de soort is voor het eerst geldig gepubliceerd in 1907 door Grant & McCulloch.